# Louis Treumann

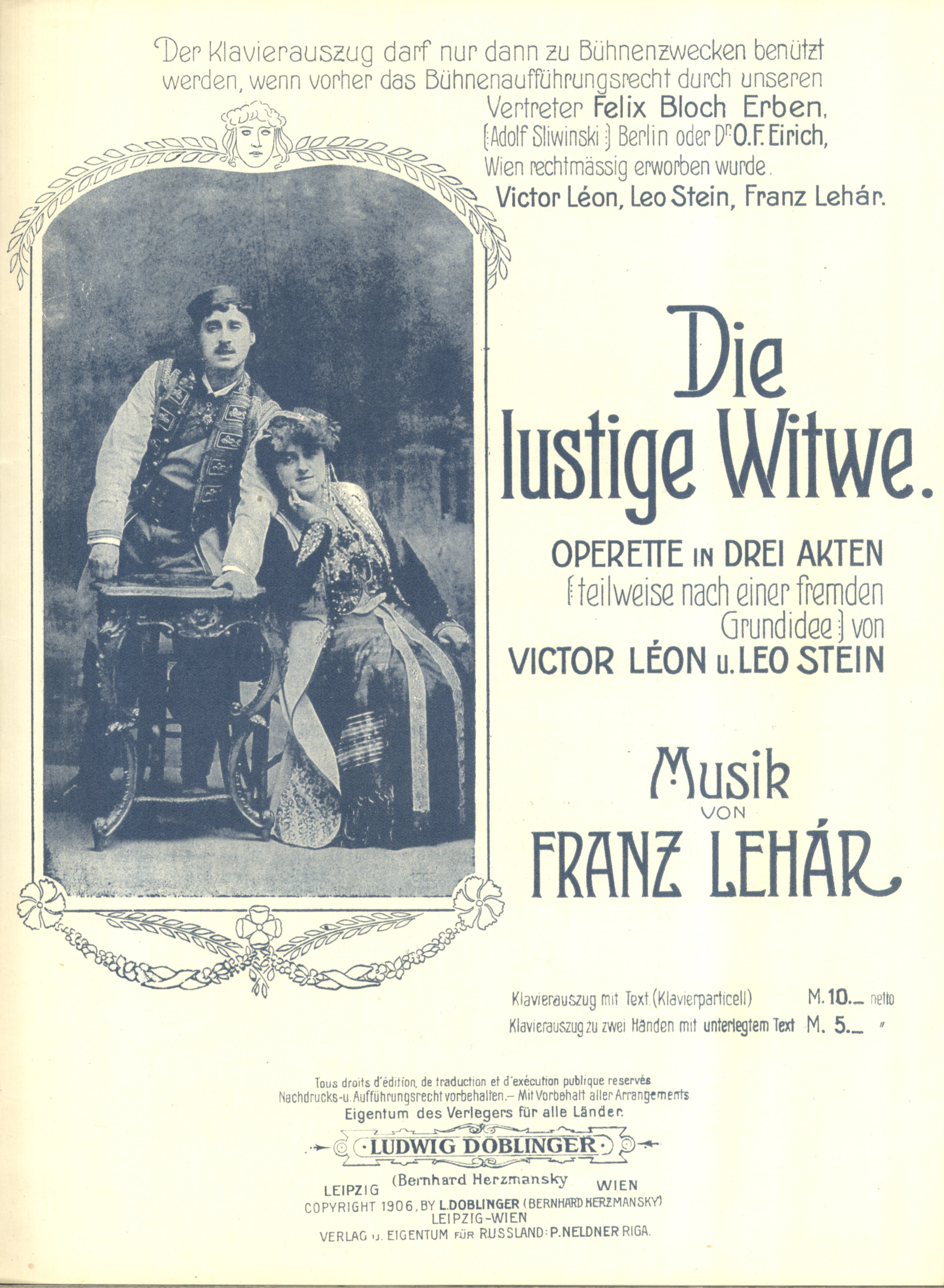
L. Treumann u boku Mizzi Günther w Wesołej wdówce

Louis Treumann (ur. 3 marca 1872 w Wiedniu, zm. 5 marca 1943 w Terezinie) – austriacki śpiewak operetkowy (tenor) i aktor.
Urodzony w Wiedniu w żydowskiej rodzinie, w młodości imał się rozmaitych zajęć związanych z teatrem. Był chórzystą, inspicjentem, klakierem, śpiewał na prowincji. W 1899 roku został zaangażowany w Carl-Theater stając się ulubieńcem wiedenek początku wieku. Jego prowincjonalna, krzykliwa elegancja i afektowane maniery miały magnetyczny wpływ na kobiety. Rozgłos przyniosła mu rola Żyda Pfefferkorna w Druciarzu Lehára (1902). Przez długie lata pozostał aktorem Lehárowskim, odnosząc największy sukces rolą Daniły w Wesołej wdówce. Przez całe życie pozostał związany ze scenami wiedeńskimi. W latach trzydziestych wraz ze wzrostem nastrojów faszystowskich w Austrii wycofał się ze sceny. Po Anschlussie, w marcu 1938 roku został wtrącony do więzienia. Zmarł w obozie koncentracyjnym Theresienstadt 5 marca 1943 roku.